# Christopher Tugendhat
Christopher Samuel Tugendhat (Londres, Anglaterra, 15 d'octubre de 1937) és un polític anglès que fou Vicepresident de la Comissió Europea entre 1981 i 1985.

## Biografia
Va néixer el 1937 a la ciutat de Londres, en una família catòlica d'origen austro-polonesa. Va estudiar ciències econòmiques a la Universitat de Cambridge, en la qual fou professor. Així mateix ha estat rector de la Universitat de Bath.
L'any 1993 li fou concedit el títol de "Baró Tugendhat".

## Activitat política
Membre del Partit Conservador, fou escollit diputat al Parlament de Westminster l'any 1970 per les circumscripcions de Londres-Westminster, restant en aquesta cambra fins al 1977.
Aquell any abandonà la política nacional per ser escollit Comissari Europeu en la Comissió Jenkins responsable dels Pressupostos. En la formació de la Comissió Thorn l'any 1981 fou nomenat Vicepresident de la Comissió i Comissari Europeu de Fiscalitat, mantenint així mateix la cartera de Pressupostos.